# Tomasakterna
Thomasakterna (Acta Thomae) är en nytestamentlig apokryfisk skriftsamling, troligen härstammande från 200-talet, som beskriver händelser och traditioner kring aposteln Tomas resor och martyrium. Den inledande berättelsen beskriver hur Jesus efter uppståndelsen utsänder lärjungarna att förkunna evangeliet och hur Thomas tilldelas Indien. Enligt berättelsen vägrar Thomas först att resa till Indien, varpå Jesus säljer honom till en köpman i Jerusalem. Väl framme i Indien tilldelas Thomas arbete som snickare hos kung Gundafor, där han får i uppdrag att bygga ett palats. Kung Gundafor ansågs länge vara uppdiktad fram tills att mynt med hans namn återfanns i nordvästra Indien som indikerade att han kan ha existerat.
Insprängd i Thomasakterna återfinns också den gnosticerande hymnen "Sången om pärlan".
Enligt flertalet bibelforskare lämnar texterna i Thomasakterna föga tillförlitliga uppgifter utifrån ett evangeliskt perspektiv och de lämnar inte heller många säkra uppgifter om Thomas historia att komplettera de kanoniska evangeliernas gestalt i Nya Testamentet. Men texten har varit högt aktad av många kristna traditioner och besitter ett stort historiskt värde. Likt flertalet nytestamentliga apokryfa skrifter är Thomasakterna högst intressanta för studier av de gnostiska strömningar som präglade delar av den tidiga kristna kyrkan samt för utvecklingen av den Thomaskristna kyrkan i Indien som betraktar aposteln Thomas som sin grundare.